# Jakob-Larstjärnen
Jakob-Larstjärnen är en sjö i Åsele kommun i Lappland och ingår i Ångermanälvens huvudavrinningsområde. Sjöns area är 0,027 kvadratkilometer och den är belägen 400 meter över havet.